# Santa Maria del Remei d'Illa

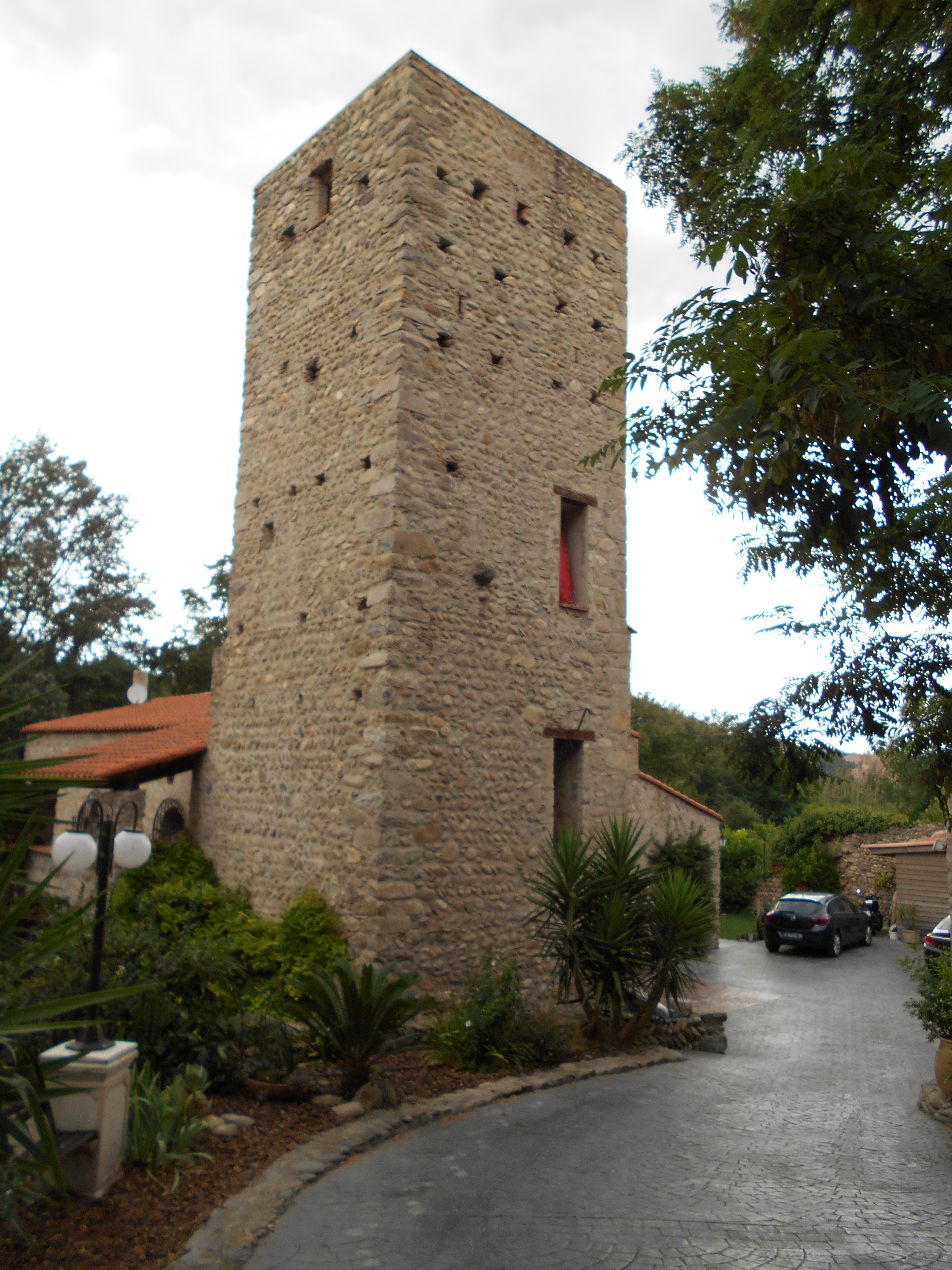
La torre medieval del vell Convent

L'església de Santa Maria del Remei, popularment denominada el Convent, és una antiga església del terme comunal nord-català d'Illa, de la comarca del Rosselló.
Està situada a la zona occidental del terme comunal, entre la carretera general i el riu, a la dreta de la Tet.

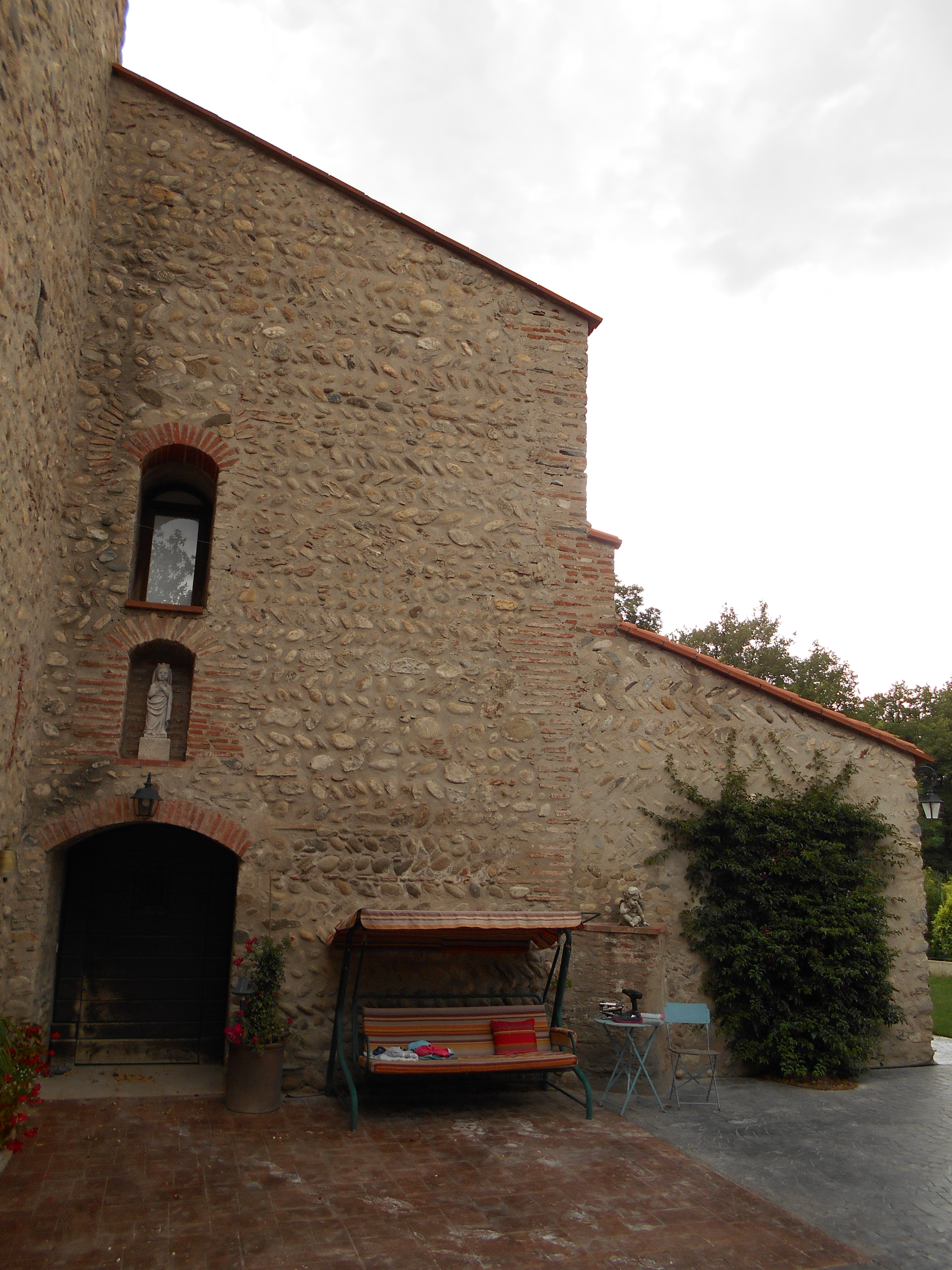
Antiga façana occidental de l'església

Erigida en el lloc on estava situada una leproseria el segle xiii, el 1462 es convertí en convent de frares menors, i es fortificà el conjunt. Fou saquejada pels hugonots el 1564, i refeta posteriorment per ordre de Felip II. La gran torre quadrada és un clar vestigi de l'època romànica.
A principis del segle XXI adquiriren les ruïnes del Convent uns forners i pastissers locals, que van crear-hi, aprofitant les ruïnes, llur casa, obrador i botiga, que gaudeixen de força renom a Illa i pobles dels voltants. La casa aprofita les bases de parets mestres de l'església del Remei, mentre l'obrador i la botiga són en unes construccions de nova planta situades a l'entrada del recinte.

## Bibliografia

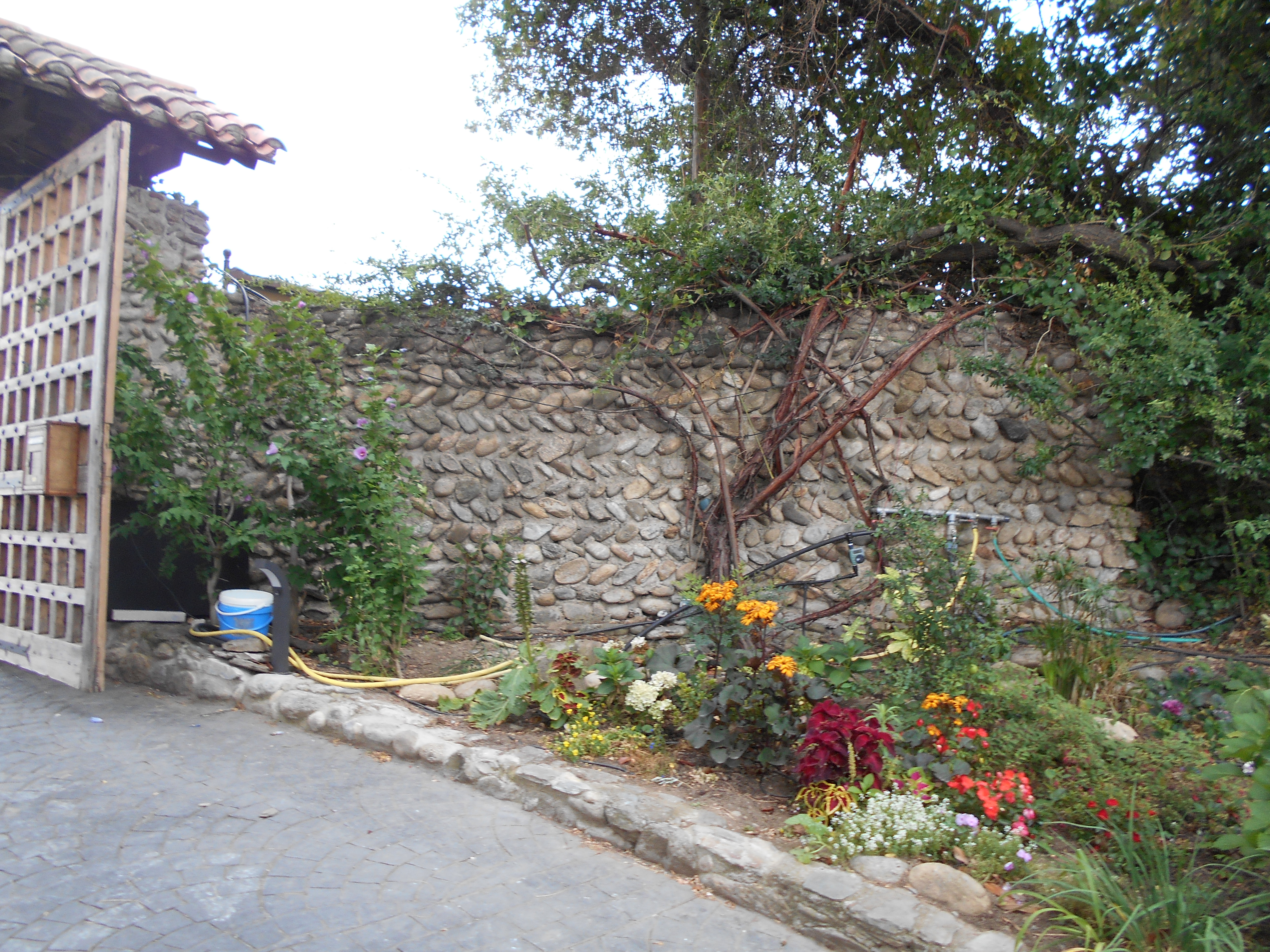
Opus spicatum en un mur de l'antic recinte del Convent